# 505 км
505 км — опустевший населённый пункт (тип: железнодорожная будка) в Дмитриевском сельском поселении Галичского района Костромской области России. Фактически отдельный дом-ферма.

## География
Расположен в северо-западной части региона, на историческом пути Трансиба, в пригородной зоне города Галича.

## История
Населённый пункт появился при строительстве в 1900-х годах Транссибирской магистрали. В селении жили семьи тех, кто обслуживал железнодорожную инфраструктуру.

## Население
| 2008 | 2010 | 2012 | 2014 |
| ---- | ---- | ---- | ---- |
| 1    | ↘0   | ↗1   | →1   |

## Инфраструктура
Путевое хозяйство. Садовые товарищества. Действует железнодорожная платформа 505 км.

## Транспорт
Доступен автомобильным и железнодорожным транспортом.